# Битва при Ольдендорфе
Битва при Ольдендорфе — сражение Тридцатилетней войны, произошедшее 8 июля 1633 года, около Хессиш-Ольдендорфа в Нижней Саксонии, в ходе которого шведские войска нанесли решающее поражение имперской армии.

## Предыстория
Ландграф Гессен-Касселя Вильгельм V, союзник Швеции, вёл успешную кампанию в Вестфалии, Рурской области и Зауэрланде.
Сражению предшествовала осада шведами имперского города Хамельн, начатая в марте 1633 года при поддержке Гессенских и Люнебургских войск.

## Битва
8 июля 1633 года шведская армия под командованием герцога Георга Брауншвейг-Люнебургского и фельдмаршала Книпхаузена столкнулась с шедшей на помощь осаждённому городу имперской армией под командованием графа де Мероде и генералов фон Гронсфельда и Лотара Дитриха барона фон Беннингхаузена.
У Мероде было 4450 пехотинцев и 1245 кавалерии, Беннингхаузен возглавлял отряд в 4475 пехотинцев и 2060 кавалерии, Гронсфельд имел 2000 пехоты и 600 кавалерии. Противники встретились у Хессиш-Ольдендорфа, к северо-западу от Хамельна.
Обе армии решили атаковать, что было редким событием в Тридцатилетней войне. Левым крылом шведских войск командовал гессен-кассельский генерал Петер Эппельман Меландер, граф фон Хольцапфель. Шведы получили подкрепление, бригаду под командованием генерала Торстена Стольхандске. Императорский генерал Годфрид фон Гелен к месту сражения опоздал.
В итоге имперская армия потерпела поражение. Командующий имперской армией Жан II де Мероде погиб в битве, генерал Гронсфельд попал в плен, его крыло был разбито Меландером. Имперцы потеряли более 3000 убитыми и ранеными и 1000 пленными. Шведы потеряли 700 человек убитыми и ранеными.

## Последствия
Победу шведов в Ольдендорфе и последующую их победу в битве при Пфаффенхофене 11 августа уравновешивает победа имперцев в битве при Штейнау 10 октября. В целом, противники находились «на равных условиях» в 1633 году. Но всё изменилось в следующем году. Хоть шведы и выиграли битву Лигнице 8 мая и битву при Ландсхуте 22 июля, однако, их поражение в битве при Нёрдлингене 6 сентября 1634 года кардинально изменило расстановку сил.
Пражский мир примирил многие протестантские княжества с императором, и в первую очередь курфюршество Саксонское. Швеция и Гессен-Кассель остались одни против растущей антишведской, про-габсбургской коалиции в 1635 году. Этот дисбаланс в конечном счёте стал причиной вступления Франции в Тридцатилетнюю войну.